# François Goullus
François Goullus est un général de brigade de la Révolution et du Premier Empire, né le 4 novembre 1758 à Lyon dans le Rhône et mort le 7 septembre 1814 à Brie, dans l'Ariège.

## Biographie

### Les premiers grades et les premiers combats

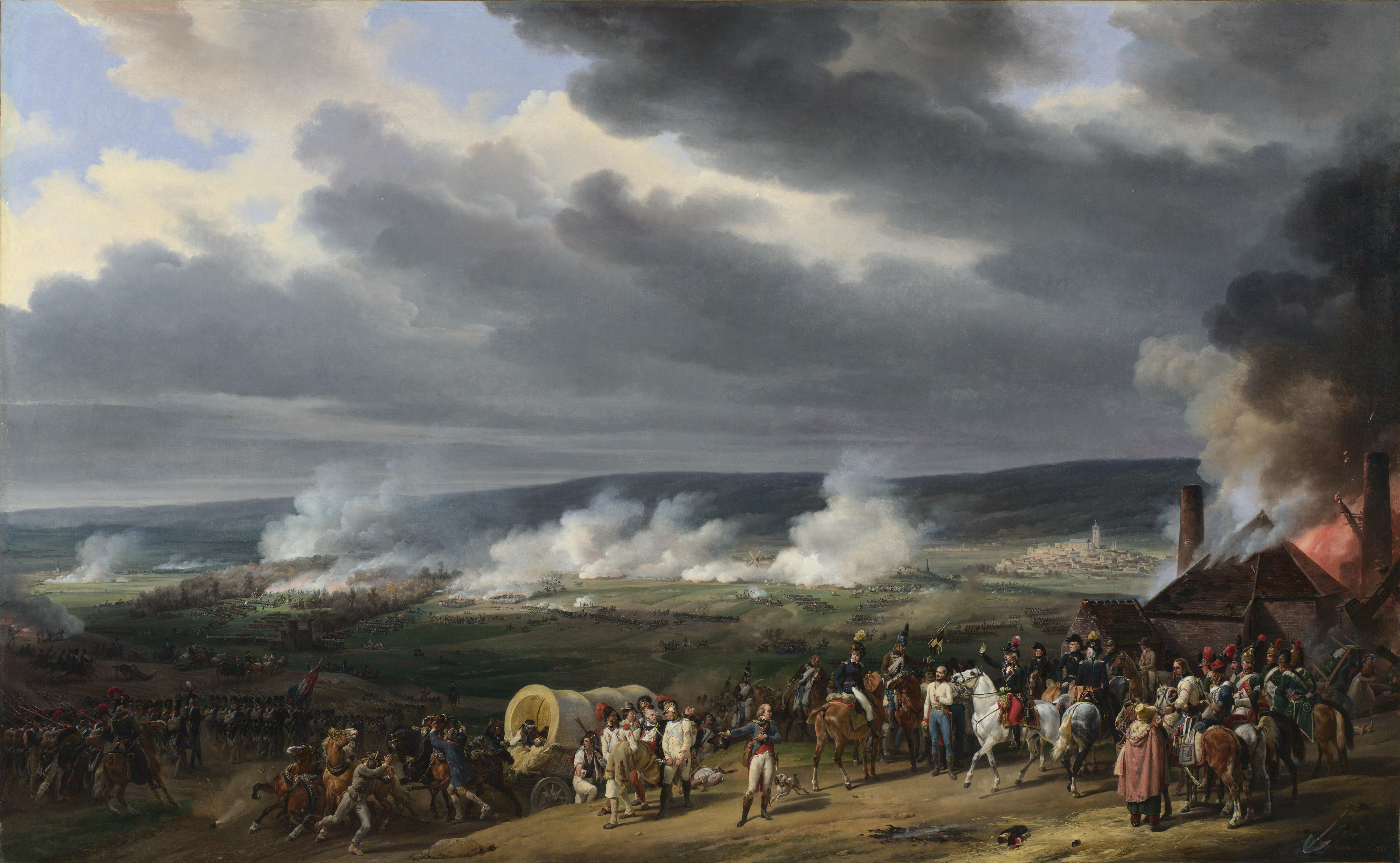
La bataille de Jemappes, le 6 novembre 1792, par Henry Scheffer. Goullus participe à cet affrontement en qualité de lieutenant-colonel.

Il entre au service comme soldat le 28 octobre 1776 dans le régiment de la Couronne (45e d'infanterie). Il est successivement nommé caporal le 1er décembre 1778, sergent le 28 novembre 1779, sergent-major le 22 juin 1787 et adjudant le 24 décembre 1789.
Il devient sous-lieutenant le 15 septembre 1791, il est fait lieutenant le même jour et obtient le grade de capitaine le 26 septembre 1792. Il fait la campagne de cette année et celle de 1793 à l'armée du Nord, et en Champagne, sous Rochambeau, Dumouriez, Dampierre, etc. La fermeté avec laquelle il défend le passage de la Suippe, que les émigrés tentaient de forcer, attire sur lui l'attention du général en chef qui le fait nommer lieutenant-colonel, par les représentants du peuple, le 30 octobre 1792.
À Jemmapes, le 6 novembre suivant, il commande le 2e bataillon du 45e régiment d'infanterie, presque entièrement composé de recrues, et il le fait manœuvrer sous les yeux du général Harville avec autant de sang-froid et de précision que si c'eût été sur un champ d'exercice. Après avoir participé au siège de Namur, il a le commandement de cette ville et de son château, par arrêté du général Harville du 15 décembre de la même année, tout en conservant celui de son bataillon, dans lequel il sut maintenir la plus exacte discipline.

### Défenseur du Quesnoy
À la retraite de l'armée, il se rend à marches forcées avec une forte colonne à Maubeuge, dont il prend le commandement le 1er mars 1793. Nommé chef de brigade provisoire, par le général en chef Dampierre, le 12 avril suivant, il se distingue dans plusieurs affaires de l'évacuation du camp de Famars sur Cambrai, il est choisi, le 31 juillet, parmi tous les chefs de brigade de l'armée pour aller prendre le commandement supérieur du Quesnoy, où il arrive le 1er août. Ce même jour, Valenciennes se rend aux Autrichiens, et, le 17, la place du Quesnoy se trouve complètement bloquée. 
Il fait aussitôt sortir la garnison, va harceler et battre l'ennemi vers Villereau et Jolimetz ; mais numériquement trop faible pour tenir la campagne, il est obligé de rentrer en ville. Pendant les neuf jours qui s'écoulèrent sans que l'ennemi entreprît les travaux du siège, la garnison fait avec succès trois sorties. Enfin, la tranchée est ouverte dans la nuit du 26 au 27, et dès lors la place fait un feu continuel sur l'ennemi. Le 2 septembre, à onze heures du matin, le général Clerfayt envoie un parlementaire, porteur d'une sommation au commandant français, d'avoir à rendre la place, le déclarant responsable de tous les maux qu'entraînerait son opiniâtreté. Goullus lui fait la réponse suivante :

« Monsieur, mon devoir et l'honneur de ma patrie me prescrivent de n'écouter aucune proposition tendant à la reddition de la place dont la défense m'est confiée ; il n'est aucun sacrifice que je ne sois en état de faire pour le soutien du glorieux nom français. Vous estimeriez bien peu mes troupes, ainsi que moi, si je souscrivais à votre sommation. J'espère néanmoins, Monsieur, que nous mériterons par notre défense, et votre considération et celle de nos concitoyens, et que vous ne pourrez vous empêcher de rendre justice à notre bravoure. »

Par suite de ce refus formellement exprimé, l'ennemi démasque, à cinq heures du soir, de nombreuses batteries qui ne cessèrent de tirer nuit et jour sur la ville. Le feu terrible de 110 pièces de divers calibres, qui ne lancent pas moins de 29 000 boulets, 22 000 obus et 11 000 bombes pendant les dix jours de tranchée ouverte, détruisent la majeure partie des habitations ainsi que les magasins et établissements militaires. L'arsenal est réduit en cendres, les trois quarts de la garnison hors de combat. Goullus, toujours présent là où le danger est le plus grand, stimule l'ardeur et l'activité des combattants, C'est pendant une sortie sur le rempart qu'il est atteint, le 5, par un éclat d'obus au pied gauche et à la jambe droite. Quoique grièvement blessé, il n'en continue pas moins à donner la direction de toutes les opérations défensives.
Enfin, après une lutte des plus désespérées et lorsque toutes ses ressources et ses moyens de défense ont été complètement épuisés, il se résigne à capituler. La convention est signée le 11 septembre, à dix heures du soir par lui-même, le lieutenant-colonel Reynier du 98e régiment d'infanterie et le capitaine Molard du 3e bataillon de volontaires de Paris. La garnison prisonnière de guerre, ainsi que son commandant, est envoyée en Hongrie, et l'ennemi prend possession de la place le 12 septembre 1793.

### Les dernières campagnes de la Révolution
Rentré en France après deux ans de captivité, le ministre de la Guerre, Aubert-Dubayet, lui adresse, le 30 nivôse an IV, une lettre flatteuse par laquelle il lui annonce que le gouvernement apprécie la valeur de ses services. Il est autorisé à se rendre auprès du général en chef Jourdan, en attendant une vacance dans son grade, il est employé comme commandant temporaire dans le département du Forez. Confirmé dans son grade de chef de brigade par arrêté du Directoire, le 6 ventôse suivant, il continue de servir à l'armée de Sambre-et-Meuse, et il est élevé au grade général de brigade le 29 pluviôse an V (17 février 1797).
Après le passage du Rhin à Neuwied, par le général en chef Hoche, il est détaché pour repousser l'ennemi dans le fort d'Ehrenbreitstein. Il attaque un corps ennemi qui occupe Vesselich et Pfaffendorf, et le rejette dans cette forteresse, qu'il investit aussitôt. C'est à ses soins qu'est confié ce blocus, et il en conserve le commandement jusqu'au moment où la place est sur le point de capituler. Le gouvernement le rappel alors pour faire la nouvelle campagne qui allait s'ouvrir sous les ordres de Jourdan, commandant en chef de l'armée du Danube.
Chargé après l'affaire d'Ostrach de soutenir la retraite d'une partie de l'armée sur Pfullendorf, il s'acquitte de cette mission délicate avec tout le succès désirable. Le 11 floréal an VIII, il réussit à effectuer un passage secondaire à Paradies, malgré la supériorité de l'ennemi, qui tente vainement d'y mettre obstacle. Avec quelques barques et 2 bataillons de la 10e demi-brigade d'infanterie légère, il trouve le Rhin et prend et reprend plusieurs fois à la baïonnette le village de Büsingen. Il se distingue le 3 mai 1800 à la bataille de Stockach, le 5 à la bataille de Moesskirch et le 10 au combat de Memmingen, où il est blessé d'un coup de feu qui lui traverse la joue droite. Employé au commandement de l'arrondissement de Leoben, en Styrie, il rentre en France après la paix, est mis en disponibilité le 1er vendémiaire an X, et appelé au commandement du département de la Haute-Garonne (10e division militaire), le 29 messidor suivant.

### Général d'Empire
Goullus est fait membre de la Légion d'honneur et commandeur de l'ordre les 19 frimaire et 25 prairial an XII. Il est ensuite désigné par l'Empereur pour faire partie du collège électoral du département du Rhône, avant de faire les campagnes de l'an XIV et de 1806 avec la 4e division de l'armée d'Italie et de Naples. Rentré en France avec un congé au mois d'avril 1807, il est employé de nouveau dans la 10e division militaire, le 29 mai suivant, et passe le 30 janvier 1808 dans la division des Pyrénées-Orientales, puis à l'armée de Catalogne avec laquelle il fait les campagnes de 1808, 1809 et une partie de 1810. Le 30 juin 1808, il bat et met en déroute un rassemblement considérable d'insurgés qui s'étaient retranchés derrière le Llobregat. Au mois de juillet suivant, il se rend avec sa brigade au siège de Gérone, s'empare en passant de la ville d'Hostalrich et enlève un convoi dont l'escorte est entièrement sabrée. Le 26 novembre de la même année, dans l'attaque générale faite par les généraux espagnols Vives et Reding contre les lignes françaises devant Barcelone, il est blessé d'un coup de feu à l'épaule gauche.
Il est créé baron de l'Empire en 1809 et rentre en France par congé le 15 mai 1810. Il est ensuite nommé commandant d'armes à Amsterdam le 2 janvier 1811. Au mois de juin de cette dernière année, il sollicite son admission dans l'ordre des Trois-Toisons-d'Or : et sa demande, favorablement accueillie, est envoyée au grand chancelier. Il est finalement admis à la retraite par décision du 24 février 1814. Nommé chevalier de Saint-Louis le 20 août suivant, le général Goullus meurt le 7 septembre de la même année à Brie, dans l'Ariège.